# Naturnollorna
Naturnollorna var ett äventyrsprogram som sändes i SVT och handlade om nybörjare i friluftsliv. Programmet hade mellan en halv och en miljon tittare och gick i åtta avsnitt den första säsongen (2006-2007).